# Aethiothemis diamangae
Aethiothemis diamangae is een libellensoort uit de familie van de korenbouten (Libellulidae), onderorde echte libellen (Anisoptera).
De wetenschappelijke naam Aethiothemis diamangae is voor het eerst geldig gepubliceerd in 1959 door Longfield.